# Tropicália ou Panis et Circensis
Tropicália: ou Panis et Circensis ("Pan y circo") es un disco lanzado en 1968 en Brasil y realizado en colaboración con varios artistas como Gilberto Gil, Caetano Veloso, Tom Zé, Os Mutantes y Gal Costa. Es considerado uno de los discos más importante del movimiento Tropicália y de la historia de la música brasilera. Rogério Duprat colaboró en el disco en los arreglos y Torquato Neto participó como letrista.

## Portada
La foto del grupo de músicos que aparece en la portada es un tributo a la portada del álbum de The Beatles: Sgt. Pepper's Lonely Hearts Club Band. Sentado en el suelo, Gilberto Gil sostiene la foto de graduación de Capinan. A la izquierda, bebiendo de un orinal, está Rogério Duprat. A la derecha, Gal Costa, con un vestido amarillo, está al lado de Torquato Neto, con gorra. Caetano Veloso está a la izquierda de ambos sosteniendo una foto de Nara Leão. Detrás de ellos están Tom Zé, a la derecha, y Os Mutantes, a la izquierda (de izquierda a derecha: Arnaldo Baptista, Rita Lee y Sérgio Dias).

## Influencia
Se considera el manifiesto del movimiento Tropicalismo. Es el número 2 en la lista de Rolling Stone de los 100 mejores álbumes brasileños de todos los tiempos. La canción "Baby" y la canción principal fueron votadas por la edición brasilera de Rolling Stone, respectivamente, como la trigésima [7] y la séptima canción brasileña más grande. En septiembre de 2012, fue elegido por la audiencia de Radio Eldorado FM, de Estadao.com e de Caderno C2 + Música (ambos pertenecen al periódico O Estado de S. Paulo) como el noveno mejor álbum brasileño de la historia [9]. En el momento del lanzamiento del álbum, el periódico también lo consideró uno de los mejores álbumes lanzados ese año en Brasil.

## Temas
| No. | Título               | Escritor(es)                    | Performers                                                | Length |
| --- | -------------------- | ------------------------------- | --------------------------------------------------------- | ------ |
| 1.  | "Miserere nóbis"     | - Gilberto Gil - Capinam        | - Gilberto Gil - Os Mutantes                              | 3:42   |
| 2.  | "Coração materno"    | Vicente Celestino               | Caetano Veloso                                            | 4:15   |
| 3.  | "Panis et circensis" | - Gilberto Gil - Caetano Veloso | Os Mutantes                                               | 3:33   |
| 4.  | "Lindonéia"          | - Gilberto Gil - Caetano Veloso | Nara Leão                                                 | 2:13   |
| 5.  | "Parque industrial"  | Tom Zé                          | - Gilberto Gil - Gal Costa - Caetano Veloso - Os Mutantes | 3:16   |
| 6.  | "Geléia geral"       | - Gilberto Gil - Torquato Neto  | Gilberto Gil                                              | 3:42   |

| No.       | Título                      | Escritor(es)                              | Performers                                                | Length |
| --------- | --------------------------- | ----------------------------------------- | --------------------------------------------------------- | ------ |
| 1.        | "Baby"                      | Caetano Veloso                            | - Gal Costa - Caetano Veloso                              | 3:31   |
| 2.        | "Três caravelas"            | - Caetano Veloso - Gilberto Gil           | - Caetano Veloso - Gilberto Gil                           | 3:06   |
| 3.        | "Enquanto seu lobo não vem" | Caetano Veloso                            | - Caetano Veloso - Gal Costa - Rita Lee                   | 2:31   |
| 4.        | "Mamãe, coragem"            | - Caetano Veloso - Torquato Neto          | Gal Costa                                                 | 2:29   |
| 5.        | "Bat macumba"               | - Gilberto Gil - Caetano Veloso           | - Gilberto Gil - Os Mutantes - Gal Costa - Caetano Veloso | 2:33   |
| 6.        | "Hino do Senhor do Bom Fim" | - João Antonio Wanderley - Artur de Sales | - Caetano Veloso - Gilberto Gil - Os Mutantes - Gal Costa | 3:38   |
| Duración: | Duración:                   | Duración:                                 | Duración:                                                 | 38:29  |

- Datos: Q3281921